# الفنت الغربية
قرية الفنت الغربية هي إحدى القرى التابعة لمركز الفشن في محافظة بني سويف في جمهورية مصر العربية. حسب إحصاءات سنة 2006، بلغ إجمالي السكان في الفنت الغربية 9452 نسمة، منهم 4784 رجل و4668 امرأة.